# Сфера 3: Зачарованный мир
«Сфера 3: Зачарованный мир» (англ. Sphere 3: Enchanted World) — компьютерная игра в жанре многопользовательских ролевых онлайн игр, работающая по модели free-to-play. Создана российской студией STUDIO 61 и издана Nikita Online 2 декабря 2015 года для платформы Windows. Это третья часть в серии Сфера.
Наравне с предыдущими частями серии, Сфера 3 предлагает игроку свободу перемещения в открытом игровом мире, исследуя локации и выполняя квестовые задания.

## Игровые особенности
Главной особенностью игры «Сфера 3: Зачарованный мир» является, в первую очередь, PvP-ориентированный геймплей с эпичными осадами замков с неограниченным количеством игроков в противоположных командах, использованием различных стратегий и огромных осадных орудий. Во время разработки, особое внимание было уделено проработанной сюжетной линии. Написанием сценария для игры занимался Александр Зорич — автор книг преимущественно в жанре научной фантастики и фэнтези, а также создатель ряда исторических романов и рассказов. Боевая non-target система позволяет проводить динамичные бои с отсутствием автоматического захвата цели.

## Расы
В игре присутствуют четыре расы:
- Люди — наиболее быстро приспособились к суровому окружающему миру и начали его осваивать.
- Эльфы — потеряли большую часть земель в войне и вынуждены жить на небольшом клочке земли.
- Гномы — инженерное мастерство и оружейное дело позволяет им успешно существовать на материке.
- Демоны — пытаются уничтожить всю цивилизацию и даже любое упоминание о ней.

## Классы
Всего существует девять игровых классов:
- Паладин — основные уникальные способности направлены на сдерживание атак противника.
- Воин — наносят немалый урон врагу сразу двумя огромными мечами.
- Следопыт — уверенно чувствуют себя в дальнем бою и успешно пользуются этим.
- Монах — наносит быстрые магические атаки и рассеивает вредоносные чары на союзниках.
- Убийца — предпочитает носить легкую броню в паре с ядовитыми клинками.
- Колдун — огромный арсенал магических атак и щитов.
- Жрец — специалист поддержки, исцеляет и воскрешает союзников.
- Некромант — накладывает проклятия на врагов и поднимает мертвых из земли.
- Варвар — упор класса делается на силу и выносливость.

## Локации
Локации делятся на три зоны:
- Безопасная зона — в этой зоне запрещено убивать других игроков, но вас могут атаковать если вы нанесли урон кому-либо из вашей фракции.
- Нейтральная зона — разрешено атаковать и убивать игроков любой фракции.
- Зона замка — отсутствие любых правил.